# Henrique Stodieck
Henrique Stodieck (Florianópolis, 27 de agosto de 1912 — 28 de agosto de 1973) foi um advogado e escritor brasileiro. Se formou em direito em 1937. 
Foi um dos primeiros professores de Direito do Trabalho da Faculdade de direito de Santa Catarina (atual UFSC).